# Kohlenschütte

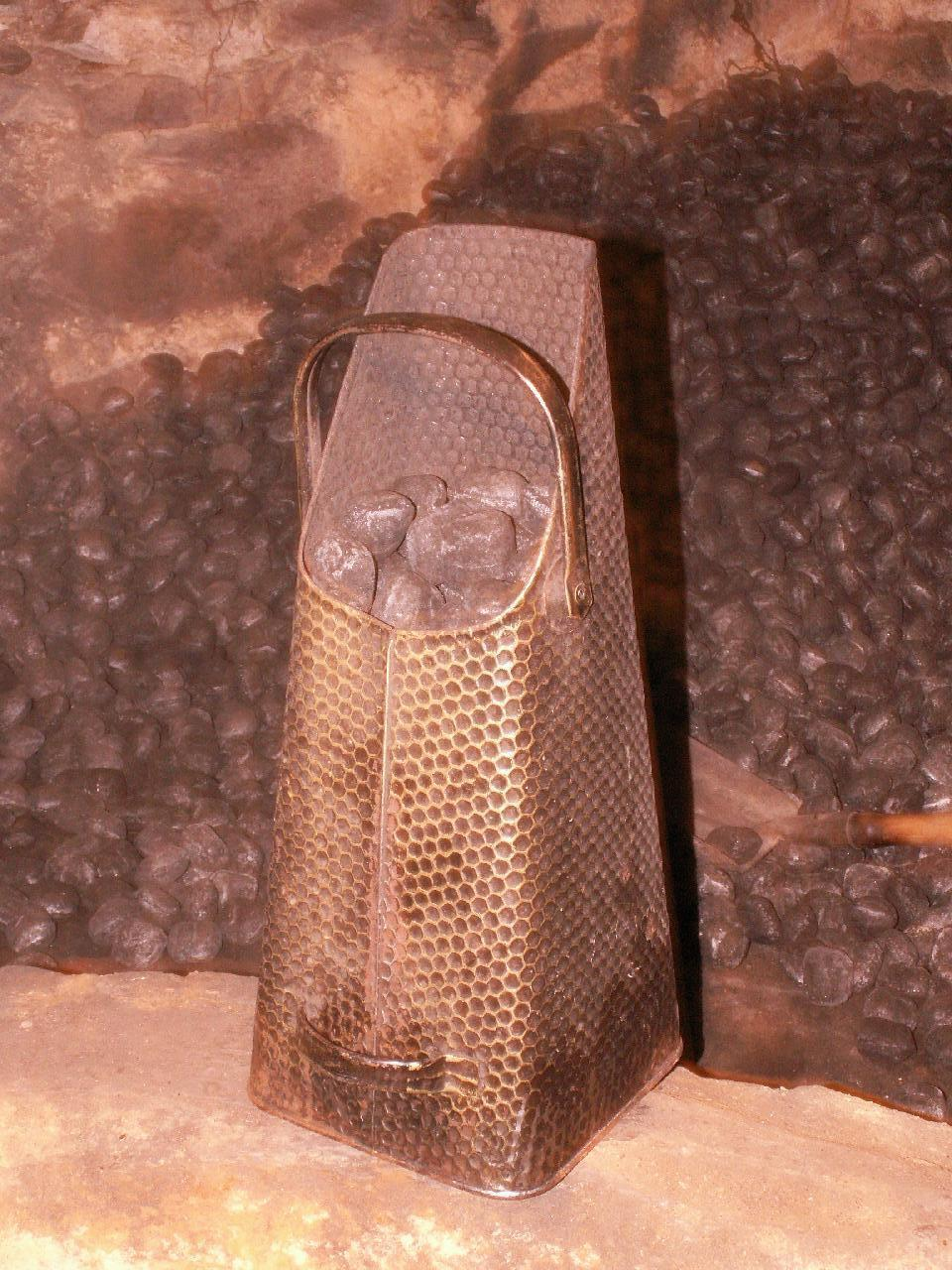
Gefüllte Kohlenschütte aus den 1970er Jahren. Material: gehämmertes und lackiertes Blech; Füllung Eierkohlen; Füllgewicht ca. 5 kg

Eine Kohlenschütte (auch Kohlenkübel oder Kohlentüte) ist ein Gebrauchsgegenstand, mit dem Kohlen, Koks oder Briketts vom Kohlenkeller zum Ofen bzw. Kohleherd getragen und hineingeschüttet werden.
Mit der Kohlenschütte kann man Kohlen wie mit einer Schaufel aus einem Kohlenhaufen aufnehmen, danach transportieren und die Kohlen dann staubarm in den Kohleofen schütten. Eine Kohlenschütte besitzt meist einen stabilen Tragehenkel sowie unten einen festen Griff, der das Anheben und Schütten erleichtert.
Kohlenschütten gibt es in unterschiedlichen Größen, für den Hausgebrauch sind 3 bis 7 kg Fassungsvermögen üblich.
Kohlenschütten werden aus unterschiedlichen Materialien produziert, früher zum Beispiel aus unbearbeitetem Stahl-, Zink- oder Eisenblech, aus gehämmertem und lackiertem Blech, aus Messing oder aus emaillierten Materialien. Modernere Schütten sind auch aus Edelstahl gefertigt oder aus Kunststoff.
In der Zeit der Kohleheizung waren Kohleschütten Gegenstände des täglichen Gebrauchs, heute sind sie nur noch selten zu finden.

## Kulturelle Rezeption
Ein Kohlenkübel dient als Reittier in Franz Kafkas phantastischer Erzählung Der Kübelreiter.